# 桜ヶ池駅
桜ヶ池駅（さくらがいけえき）は、かつて静岡県小笠郡浜岡町（現・御前崎市）に存在した静岡鉄道駿遠線の駅である。

## 当時の様子
普段は利用者がほとんどいない静かな無人駅である。
当駅名の由来にもなっている桜ヶ池は、秋の彼岸の中日に行われる「お櫃納め」の祭事になると、駅も大いに賑わいを見せた。駿遠線では臨時列車を増発して輸送にあたり、臨時改札も設けられた。

## 現在の様子

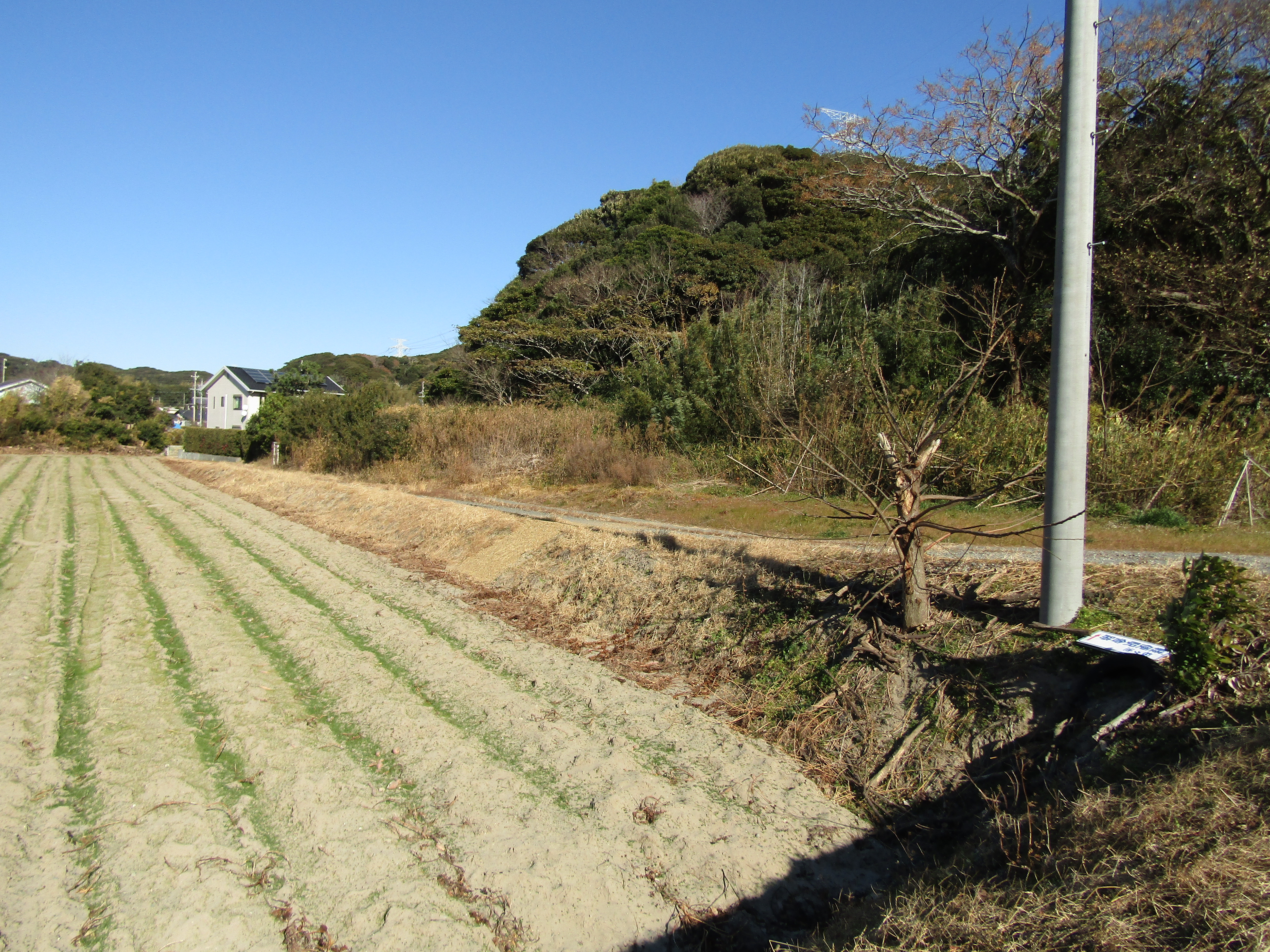
周囲の様子（2025年1月）

国道150号からの入り口にある鉄製朱塗りの大鳥居の近くであるが、当駅跡や築堤はゲートボール場と畑になっている。

## 歴史
- 1948年（昭和23年）9月6日 - 地頭方 - 池新田（のちの浜岡町）間開業により当駅も開業。
- 1964年（昭和39年）9月27日 - 新三俣 - 堀野新田間廃止により廃駅。

## 隣の駅
静岡鉄道駿遠線
遠州佐倉駅 - 桜ヶ池駅 - 浜岡町駅